# Qarshi
Qarshi, dt. auch Karschi (russisch Карши Karschi) ist die siebtgrößte Stadt in Usbekistan. Die Einwohnerzahl betrug im Jahr 2006 226.905 Einwohner, während im Jahre 1979 noch 108.225 Menschen hier lebten. Die Stadt ist kreisfrei und Hauptstadt der Viloyat Qashqadaryo im Süden des Landes.
Qarshi feierte 2008 offiziell seine 2700-jährige Geschichte. Die Stadt hieß früher Nachschab, arab. Nasaf, ab dem 14. Jahrhundert Qarshi und von 1922 bis 1937 Behbudiy nach dem hier getöteten Mahmudhoʻja Behbudiy.
Qarshi war einst eine der wichtigsten Städte Sogdiens. 
Khan Kebek (1318–1326) verlegte die Hauptstadt des Tschagatai-Khanats nach Qarshi, damals im westlichen Reichsteil Mawarannahr gelegen.
Um Qarshi finden sich über 300 Ruinen aus antiken und mittelalterlichen Zeiten. Im 18. Jahrhundert gewann die Stadt im Emirat Buchara an Wichtigkeit.

## Sport
Das Karshi Challenger-Tennisturnier findet regelmäßig statt. Der in Qarshi beheimatete Fußballverein Nasaf Karschi spielt aktuell in der Uzbekistan Super League.

## Persönlichkeiten
- Goʻzal Yusupova (* 1997), Tennisspielerin
- Alibek Davronov (* 2002), Fußballspieler